# Pozivni broj 505 (SAD)
Područje pozivnog broja 505 je područje pozivnog broja u američkoj saveznoj državi Novom Meksiku. Uspostavljeno je listopada 1947. godine. Sve do 7. listopada 2007. godine ovaj je broj pokrivao cijelu saveznu državu. Danas poslužuje sjeverozapadni i središnji dio države, uključujući metropolitansko područje Albuquerquea, Santa Fea i Farmingtona.
Zbog rastuće potražnje za novim brojevima, područje pozivnog broja 505 podijeljeno je 7. listopada 2007. godine. Sjeverozapadni i središnji Novi Meksiko nastavio se služiti pozivnim brojem 505, dok je ostatak države stavljen pod pozivni broj 575. Pitanje je riješeno 2006. glasovanjem regulacijske komisije savezne države Novog Meksika, u kojem je odlukom 3:2 u korist toga da područje Albuquerquea zadrži stari pozivni broj.
Pitanje kako sprovesti uvođenje novog broja bilo je osjetljivo. Potreba za novim pozivnim brojem bila je svima jasna barem od 2000. godine, ali prvotna odluka javne regulacijske komisije da Albuquerque i Santa Fe dođu pod novi pozivni broj, a ostatak države da zadrži stari pozivni broj 505 (uključujući područja Farmingtona i Gallupa koja su danas dio pozivnog broja 505) naišla je na glasno protivljenje te čak i na prijetnje smrću. Usred naraslih tenzija između urbanih i ruralnih krajeva države, komsija je odlučila odgoditi odluku do 2006., nakon što je novi plan after za zadržavanje brojeva učini hitno dodavanje novog pozivnog broja neophodnim.
"The 505" je izraz u slengu kojim se označava državu Novi Meksiko.

## Vanjske poveznice
- NANPA Area Code Map of New Mexico  Arhivirana inačica izvorne stranice od 17. veljače 2015. (Wayback Machine)
- List of exchanges from AreaCodeDownload.com, 505 Area Code  Arhivirana inačica izvorne stranice od 21. lipnja 2009. (Wayback Machine)